# Friedrich von Schellwitz
Friedrich von Schellwitz (Brieg, 10 agosto 1893 – Wallgau, 9 maggio 1978) è stato un generale tedesco della Wehrmacht durante la seconda guerra mondiale.

## Biografia
Friedrich von Schellwitz entrò nell'esercito imperiale tedesco come tenente il 10 agosto 1914 dopo un periodo di studio come cadetto, seguendo le orme di suo padre che aveva raggiunto il grado di capitano nel 3º reggimento granatieri prussiano. Venne impiegato sul fronte occidentale e dal 15 marzo 1915 fece parte della 3ª compagnia del 1º corpo d'armata tedesco. Dal 20 giugno 1915, venne assunto come comandante della 2ª divisione mitraglieri. Dal 18 settembre 1915, venne trasferito alla 181ª brigata di fanteria come ufficiale d'ordinanza. Il 21 novembre 1915, divenne capo della 1ª compagnia del 372º reggimento di fanteria. Il 16 maggio 1916, venne nominato capo della 150ª squadra cecchini. Il 1º ottobre 1916 venne nominato comandante della 61ª divisione cecchini e dall'11 agosto 1917 venne risposto nella 3ª compagnia del 1º corpo d'armata. A metà settembre del 1917 divenne comandante della 3ª compagnia del 3º reggimento granatieri. Il 23 gennaio 1918, passò allo staff della 1ª brigata di fanteria come ufficiale d'ordinanza ed il 10 giugno di quello stesso anno venne nominato aiutante del comandante del 3º reggimento di granatieri. Il 20 settembre 1918 venne promosso primo tenente.
Nel 1919 venne assunto nel Reichswehr come ufficiale d'ordinanza del 1º reggimento fucilieri, venendo poi spostato al 1º reggimento di fanteria. Il 20 maggio 1921 sposò Annie Sachsen ed il 1º gennaio dell'anno successivo venne nominato aiutante del 1º battaglione del 1º reggimento di fanteria di stanza a Königsberg. Il 1º ottobre 1923, venne trasferito alla 4ª batteria del 1º reggimento d'artiglieria, sempre a Königsberg. Il 1º ottobre 1924, tornò al 1º reggimento di fanteria per poi venire promosso capitano dal 1º marzo 1927. Venne impiegato quindi nello staff del 1º battaglione del 1º reggimento di fanteria di stanza a Tilsit. Dal 1º ottobre 1927 venne nominato capo della 13ª compagnia granatieri del 1º reggimento di fanteria a Königsberg dove rimase alcuni anni. Nel 1928 pubblicò l'opera "La battaglia di Arys del 7-8 settembre 1914". Il 1º ottobre 1931, venne nominato comandante della 16ª compagnia del 1º reggimento di fanteria e dal 1º luglio 1933 venne posto a capo della scuola di fanteria di Dresda. Con la creazione della Wehrmacht, venne promosso al rango di maggiore dal 1º ottobre 1934. Dall'ottobre del 1936, venne nominato comandante del 1º battaglione del 9º reggimento di fanteria. Il 1º aprile 1937 venne promosso tenente colonnello.
Con lo scoppio della seconda guerra mondiale, venne nominato comandante del 67º reggimento di fanteria nell'estate del 1939, guidandolo nella campagna militare in Polonia come parte della 23ª divisione di fanteria. Rinunciò al suo comando a metà gennaio del 1940 e venne nominato comandante del 440º reggimento di fanteria di stanza a Königsbrück. Promosso colonnello dal 1º aprile 1940, sul finire della primavera di quello stesso anno venne posto alla guida del 164º reggimento di fanteria nella campagna del fronte occidentale, ottenendo l'incarico di occupare l'area della città di Reims in Francia. Nella primavera del 1941 venne impiegato nella campagna dei Balcani, dirigendo dal maggio di quell'anno i propri uomini verso le isole di Chicos e Lesbo, prendendo così parte coi suoi uomini alla campagna per l'occupazione della Grecia. A metà dicembre del 1941 venne nominato comandante del 68º reggimento di fanteria col quale prese parte alla campagna sul fronte orientale, attaccando la Russia centrale. Nell'ottobre del 1942 venne posto in riserva. A metà novembre di quello stesso anno, ottenne la guida della 23ª divisione di fanteria impegnata in Danimarca. Dal 1º gennaio 1943 venne promosso al grado di maggiore generale. Dal febbraio del 1943 guidò la propria divisione nella parte settentrionale del fronte orientale, venendo poi posto nuovamente in riserva dall'agosto del 1943. A metà gennaio del 1944, ottenne degli incarichi presso il comando generale delle forze armate tedesche in Italia e pose dal 1º maggio 1944 il proprio quartier generale a Firenze. A metà novembre del 1944 venne posto nuovamente in riserva per poi ottenere, dal dicembre di quell'anno, il comando della 305ª divisione di fanteria. Quando la Wehrmacht si arrese in Italia, venne catturato a Magnacavallo il 2 maggio 1945 dagli Alleati e tradotto in prigionia. Venne liberato nel 1947.